# Estela Giménez
Estela Giménez Cid (Madrid, 29 de março de 1979) é uma ex-ginasta rítmica, que competiu pela Espanha. Foi medalhista de ouro nos Jogos de Atlanta. Em 2008, tornou-se apresentadora do programa Insert Coin em Espanha.